# Arto Koivisto (cestista)
Erkki Arto Juhani Koivisto (Sääminki, 12 aprile 1930 – Espoo, 6 marzo 2016) è stato un cestista finlandese.

## Carriera
Con la Finlandia ha disputato due edizioni dei Campionati europei (1951, 1957).